# Maritcha Lyons

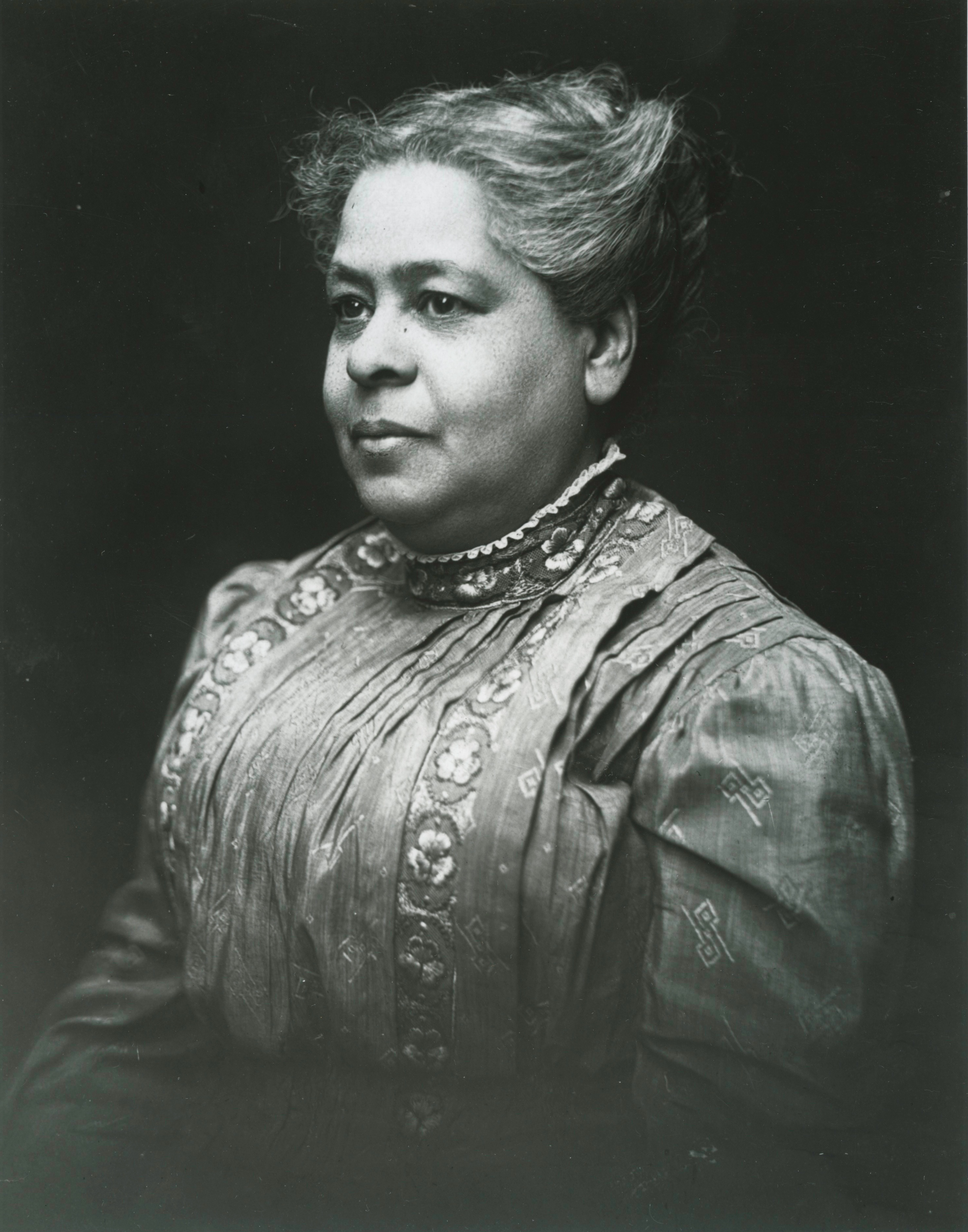
Maritcha Lyons (ca. 1900)

Maritcha Remond Lyons (* 23. Mai 1848 in Brooklyn; † 28. Januar 1929 in New York City) war eine US-amerikanische Lehrerin, Bürger- und Frauenrechtlerin. Sie unterrichtete 48 Jahre lang an öffentlichen Schulen in Brooklyn und war die zweite schwarze Frau, die als stellvertretende Schulleiterin einer öffentlichen Schule fungierte. 1892 war Lyons Mitbegründerin der Women's Loyal Union, einer der ersten Organisationen für Frauenrechte und Rassengerechtigkeit in den Vereinigten Staaten.

## Biographie

### Herkunft und Ausbildung
Maritcha Lyons wurde als drittes von fünf Kindern von Mary Joseph Lyons (geb. Marshall) und Albro Lyons Sr geboren. Die Familie war afrikanischer, indianischer sowie englischer Herkunft. Der Vater war Absolvent der ersten African Free School in Manhattan. Die Mitglieder der Familie Lyons waren in der Free African Church of St. Philip in Five Points aktiv. Bis in die 1850er Jahre lebte die Familie in Seneca Village. Anschließend betrieben die Eltern eine Pension für schwarze Seeleute und ein Geschäft für Seemannsausrüstung, die auch zur Tarnung eines Treffpunktes des Fluchthilfenetzwerkes Underground Railroad für Sklaven aus dem Süden dienten.

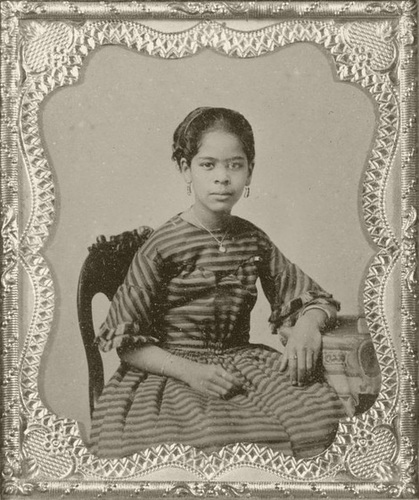
Maritcha Remond Lyons (etwa 1860)

Als Kind war Lyons kränklich, so dass sie erst mit 13 Jahren eine Schule besuchen konnte. Aber sie war wissbegierig und am Lernen interessiert. Darin wurde sie von ihren Eltern bestärkt, die sie dafür ihren Memoiren wertschätzte: Diese hätten aus einem „schwächlichen, mürrischen, hoffnungslosen“ Mädchen eine Frau mit einem „neuen Vertrag mit dem Leben“ gemacht. Sie schrieb später über sich selbst, dass sie eine „Liebe zum Studium um des Studiums“ willen entwickelte. Später besuchte sie die Colored School No. 3 in Manhattan unter der Leitung von Charles Reason, einem ehemaligen Pädagogen am Institute for Colored Youth in Philadelphia, der nach Aussage von Lyons „intolerant gegenüber Mittelmäßigkeit“ war.
Als Maritcha Lyons 15 Jahre alt war, wurde das Haus der Familie in der Vandewater Street in Brooklyn während der Draft Riots im Juli 1863 mehrfach angegriffen. Der Aufruhr ging hauptsächlich von weißen Männern aus, die vorwiegend Schwarze attackierten, insbesondere solche, die ein Unternehmen oder Geschäfte führten. Auch die Pension der Lyons wurde angegriffen und in Brand gesteckt. Die Mutter von Maritcha Lyons flüchtete sich zu einem (weißen) Nachbarn, während der Vater sich auf eine Polizeistation rettete. Ein Polizeibeamter der nächstgelegenen Wache brach in Tränen aus, weil er nicht genügend Leute hatte, um das Haus der Lyons und der schwarzen Nachbarsfamilie Powell zu schützen. Maritcha Lyons befand sich zu dieser Zeit nicht zuhause, sondern erfuhr von den Vorkommnissen aus den Berichten ihrer Eltern.
Wegen der gewalttätigen Unruhen floh die Familie Lyons nach Salem in Massachusetts. Nach ihrer Rückkehr nach Brooklyn schickten die Eltern ihre Kinder wegen der weiterhin bestehenden Gefahr nach Providence, Rhode Island. Dort wurde Lyons 1865 der Zugang auf die High School verweigert, weil sie Afroamerikanerin war; eine High School für schwarze Kinder gab es nicht. Im Rahmen einer Kampagne zur Abschaffung von nach Rassen getrennten Schulen sprach Lyons im Alter von 16 Jahren vor der State Legislature von Rhode Island und plädierte erfolgreich für eine „Öffnung der Tür der Möglichkeiten“. In der Folge wurde sie die erste afroamerikanische Schülerin, die die Providence High School absolvierte.

### Beruf und Engagement
Nach ihrem Schulabschluss kehrte Maritcha Lyons nach New York zurück, machte eine private Fortbildung und nahm eine Tätigkeit als Lehrerin an der Colored School No. 1 an. Diese war die erste Schule in Brooklyn für Afroamerikaner und befand sich am heutigen Standort der Walt Whitman Houses. Lyons berufliche Laufbahn als Lehrerin erstreckte sich über fast 50 Jahre. Sie widmete sich insbesondere der Grundschulbildung und umschrieb ihre Tätigkeit als „the education of the masses rather than of the classes“ („Erziehung der Massen und nicht der (gesellschaftlichen) Klassen“). Sie bildete selbst Lehrerinnen und Lehrer aus. Gegen Ende ihrer beruflichen Tätigkeit war sie stellvertretende Direktorin der Public School Nr. 83, der ersten voll integrierten Schule in Brooklyn.
Lyons war eine geschätzte Dozentin und Rednerin. Sie gewann eine Debatte der Brooklyn Literary Union gegen Ida B. Wells, eine engagierte Kämpferin gegen Lynchjustiz, und Wells schrieb Lyons später zu, sie gelehrt zu haben, wie man eine bessere öffentliche Rednerin wird. Bei dieser Gelegenheit wurde Geld gesammelt, mit dem der Druck des Pamphlets Southern Horrors. Lynch Laws in All Its Phases von Wells zur Lynchjustiz finanziert wurde.  Am 5. Oktober 1892 veranstalteten Lyons und die Pädagogin und Aktivistin Victoria Earle Matthews in der New Yorker Lyric Hall ein Festdinner zu Ehren von Ida B. Wells und ihrer Anti-Lynch-Bewegung. Über 200 Teilnehmerinnen reisten an, „the best womanhood“ aus Brooklyn, New York, aber auch aus Boston und Philadelphia. Im Februar 1892 gründeten vier Frauen, darunter Lyons, die Women's Loyal Union of New York and Brooklyn. Als Mitglied der Colored Women's Equal Suffrage League of Brooklyn kämpfte Maritcha Lyons für das Wahlrecht von Frauen.
Lyons heiratete nie und hatte auch keine Kinder; sie lebte mit verschiedenen Familienmitgliedern zusammen. In den letzten Lebensjahren ihrer Eltern zog sie mit ihrem Bruder Albro jr. bei diesen ein. Später lebte sie bei ihrem verwaisten Neffen Harry A. Williamson. Maritcha Lyons starb am 28. Januar 1929 im Alter von 80 Jahren in Brooklyn.

### Als Autorin
Die unveröffentlichten Memoiren Memories of Yesterdays: All of Which I Saw and Part of Which I Was von Maritcha Lyons sowie Fotografien von ihr und ihrer Familie werden in den Harry A. Williamson Papers im Schomburg Center for Research in Black Culture der New York Public Library verwahrt. Williamson, ein Erforscher der Geschichte der Freimaurerei und deren Beziehung zur afroamerikanischen Community, hatte die Familienpapiere gesammelt und der Bibliothek hinterlassen.
Lyons verfasste acht biografische Beiträge zum Buch Homespun Heroines and Other Women of Distinction von Hallie Quinn Brown aus dem Jahre 1926, darunter Artikel zu Sarah H. Fayerweather (1802–1868) und Agnes J. Adams (1885–1923).

## Ehrungen und Erinnerungen
2004 erschien das Jugendbuch Maritcha: A Remarkable Nineteenth-Century Girl von Tonya Bolden, das auf den Memoiren von Maritcha Lyons beruht. 2006 wurde die Autorin dafür mit dem Coretta Scott King Honor Award ausgezeichnet.
In Bedford-Stuyvesant, einem Viertel von Brooklyn, wurde eine Schule nach ihr Lyons Community School benannt, da Maritcha Lyons „die Art von reichem, vielseitigem Leben geführt, das wir allen unseren Schülern wünschen“.
Es gibt Pläne der Stadt New York, für Maritcha Lyons, ihren Vater Albro  und ihre Mutter Mary Joseph im Central Park in der Nähe des ehemaligen Seneca Village ein Denkmal zu errichten.